# Produkty pracy
Produkty pracy – efekty działalności przedsiębiorstwa.
Produkty są przeznaczone:
- do sprzedaży (produkcja towarowa)
  - produkty gotowe, półprodukty (półwyroby, półfabrykaty)
- do dalszego wykorzystania i obróbki w przedsiębiorstwie
  - produkcja niezakończona (półprodukty i produkcja w toku)

Produkty pracy są składnikiem majątku obrotowego, (aktywów obrotowych) przedsiębiorstwa, zaliczonym do zapasów.
Produkty pracy powstają w procesie produkcji, w wyniku oddziaływania środków pracy i pracy żywej na przedmioty pracy. Środki pracy zużywają się stopniowo, przenosząc swą wartość na produkty pracy w dłuższym okresie. Przedmioty pracy – materiały - zużywają się całkowicie w jednym cyklu. Wraz z pracą żywą tworzą produkty pracy podlegające w procesie sprzedaży zamianie na środki pieniężne.
W języku potocznym „produktami pracy” określa się wytwory człowieka, zwierząt, organów lub maszyn.